# Leichtathletik-Europameisterschaften 1998/110 m Hürden der Männer

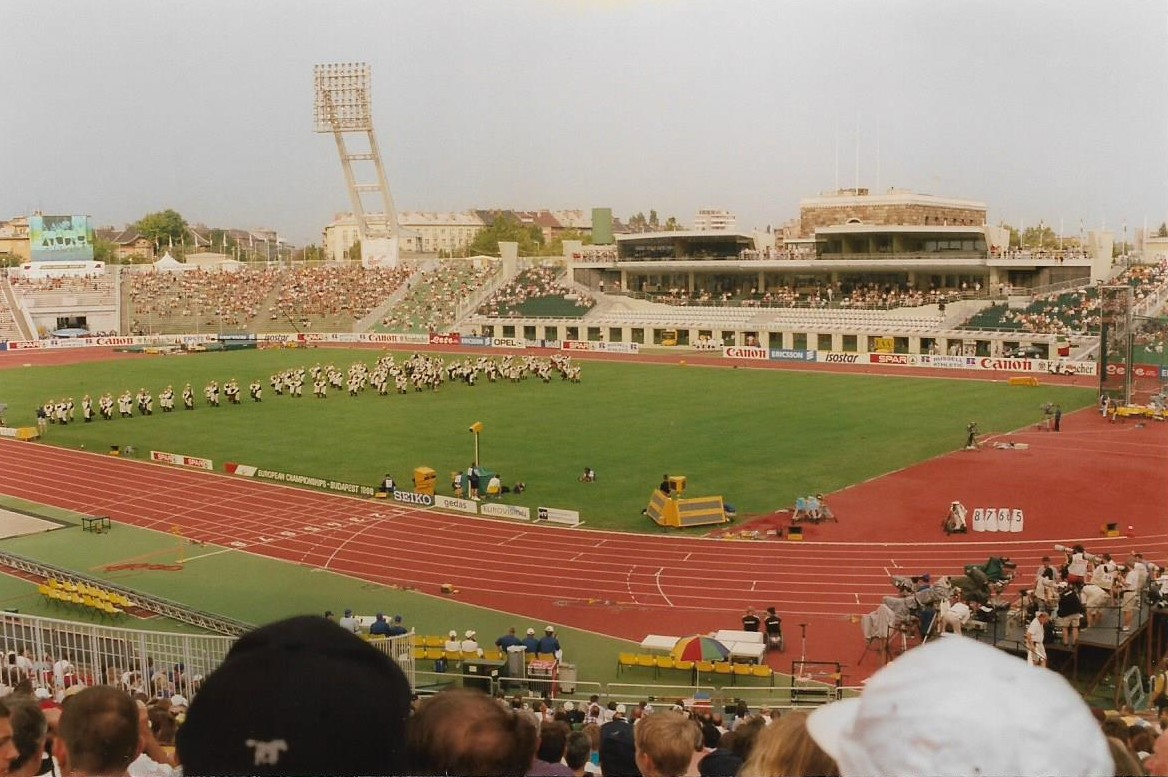
Das Népstadion von Budapest im Jahr 1998

Der 110-Meter-Hürdenlauf der Männer bei den Leichtathletik-Europameisterschaften 1998 wurde am 21. und 22. August 1998 im Népstadion der ungarischen Hauptstadt Budapest ausgetragen.
Europameister wurde zum dritten Mal in Folge der britische Weltmeister von 1993, Vizeweltmeister von 1997, Olympiazweite von 1988 und Weltrekordinhaber Colin Jackson. Er gewann vor dem Deutschen Falk Balzer. Rang drei belegte der Niederländer Robin Korving.

## Rekorde

### Bestehende Rekorde
| Weltrekord           | 12,91 s | Colin Jackson | WM Stuttgart, BR Deutschland | 20. August 1993 |
| Europarekord         | 12,91 s | Colin Jackson | WM Stuttgart, BR Deutschland | 20. August 1993 |
| Meisterschaftsrekord | 13,04 s | Colin Jackson | EM Helsinki, Finnland        | 12. August 1994 |

### Rekordegalisierung /-verbesserungen
Der bestehende EM-Rekord wurde zunächst gesteigert und dann noch einmal egalisiert. Außerdem wurde ein neuer Landesrekord aufgestellt.
- Meisterschaftsrekorde:
  - 13,02 s (Verbesserung) – Colin Jackson (Großbritannien), erstes Halbfinale am 22. August bei einem Rückenwind von 1,9 m/s
  - 13,02 s (Egalisierung) – Colin Jackson (Großbritannien), Finale am 22. August bei einem Rückenwind von 1,5 m/s
- Landesrekord:
  - 13,25 s (Verbesserung) – Jonathan N’Senga (Belgien), erstes Halbfinale am 22. August bei einem Rückenwind von 1,9 m/s

## Legende
Kurze Übersicht zur Bedeutung der Symbolik – so üblicherweise auch in sonstigen Veröffentlichungen verwendet:
| CR  | Championshiprekord                       |
| NR  | Nationaler Rekord                        |
| e   | egalisiert                               |
| DNF | Wettkampf nicht beendet (did not finish) |

## Vorrunde
21. August 1998
Die Vorrunde wurde in vier Läufen durchgeführt. Die ersten drei Athleten pro Lauf – hellblau unterlegt – sowie die darüber hinaus vier zeitschnellsten Läufer – hellgrün unterlegt – qualifizierten sich für das Halbfinale.

### Vorlauf 1
Wind: ±0,0 m/s
| Platz | Name               | Nation      | Zeit (s) |
| ----- | ------------------ | ----------- | -------- |
| 1     | Mike Fenner        | Deutschland | 13,52    |
| 2     | Jonathan N’Senga   | Belgien     | 13,53    |
| 3     | Guntis Peders      | Lettland    | 13,66    |
| 4     | Vincent Clarico    | Frankreich  | 13,68    |
| 5     | Mauro Rossi        | Italien     | 13,83    |
| 6     | Krzysztof Mehlich  | Polen       | 13,89    |
| 7     | Sergey Khodanovich | Belarus     | 14,36    |
| 8     | Zoran Miljuš       | Kroatien    | 14,48    |

### Vorlauf 2
Wind: ±0,0 m/s
| Platz | Name                | Nation         | Zeit (s) |
| ----- | ------------------- | -------------- | -------- |
| 1     | Falk Balzer         | Deutschland    | 13,47    |
| 2     | Artur Kohutek       | Polen          | 13,48    |
| 3     | Sébastien Thibault  | Frankreich     | 13,65    |
| 4     | Andy Tulloch        | Großbritannien | 13,81    |
| 5     | Peter Coghlan       | Irland         | 14,00    |
| 6     | Ivan Bitzi          | Schweiz        | 14,01    |
| 7     | Dimítrios Siatoúnis | Griechenland   | 14,38    |

### Vorlauf 3

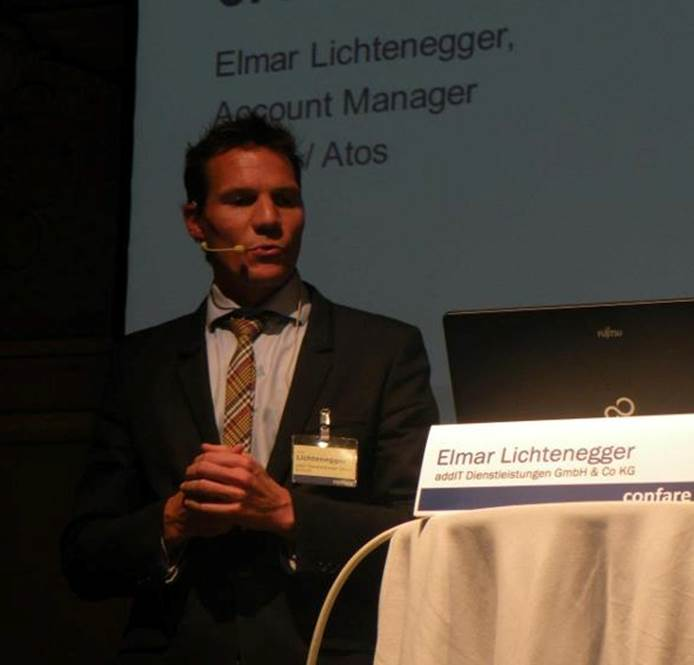
Elmar Lichtenegger verfehlte den Einzug in die nächste Runde um einen Platz

Wind: −1,5 m/s
| Platz | Name                | Nation         | Zeit (s) |
| ----- | ------------------- | -------------- | -------- |
| 1     | Colin Jackson       | Großbritannien | 13,31    |
| 2     | Florian Schwarthoff | Deutschland    | 13,64    |
| 3     | Dan Philibert       | Frankreich     | 13,78    |
| 4     | Elmar Lichtenegger  | Österreich     | 13,96    |
| 5     | Igors Kazanovs      | Lettland       | 14,04    |
| 6     | Gaute Gundersen     | Norwegen       | 14,17    |
| 7     | Zhivko Videnov      | Bulgarien      | 14,44    |

### Vorlauf 4
Wind: ±0,0 m/s
| Platz | Name                | Nation         | Zeit (s) |
| ----- | ------------------- | -------------- | -------- |
| 1     | Tony Jarrett        | Großbritannien | 13,51    |
| 2     | Robin Korving       | Niederlande    | 13,61    |
| 3     | Staņislavs Olijars  | Lettland       | 13,62    |
| 4     | Sven Pieters        | Belgien        | 13,85    |
| 5     | Raphal Monachon     | Schweiz        | 13,98    |
| 6     | Balázs Kovács       | Ungarn         | 14,22    |
| 7     | Hipólito Montesinos | Spanien        | 14,30    |
| 8     | Ronald Mehlich      | Polen          | 14,44    |

## Halbfinale
22. August 1998
Aus den beiden Halbfinalläufen qualifizierten sich die jeweils ersten vier Athleten – hellblau unterlegt – für das Finale.

### Lauf 1

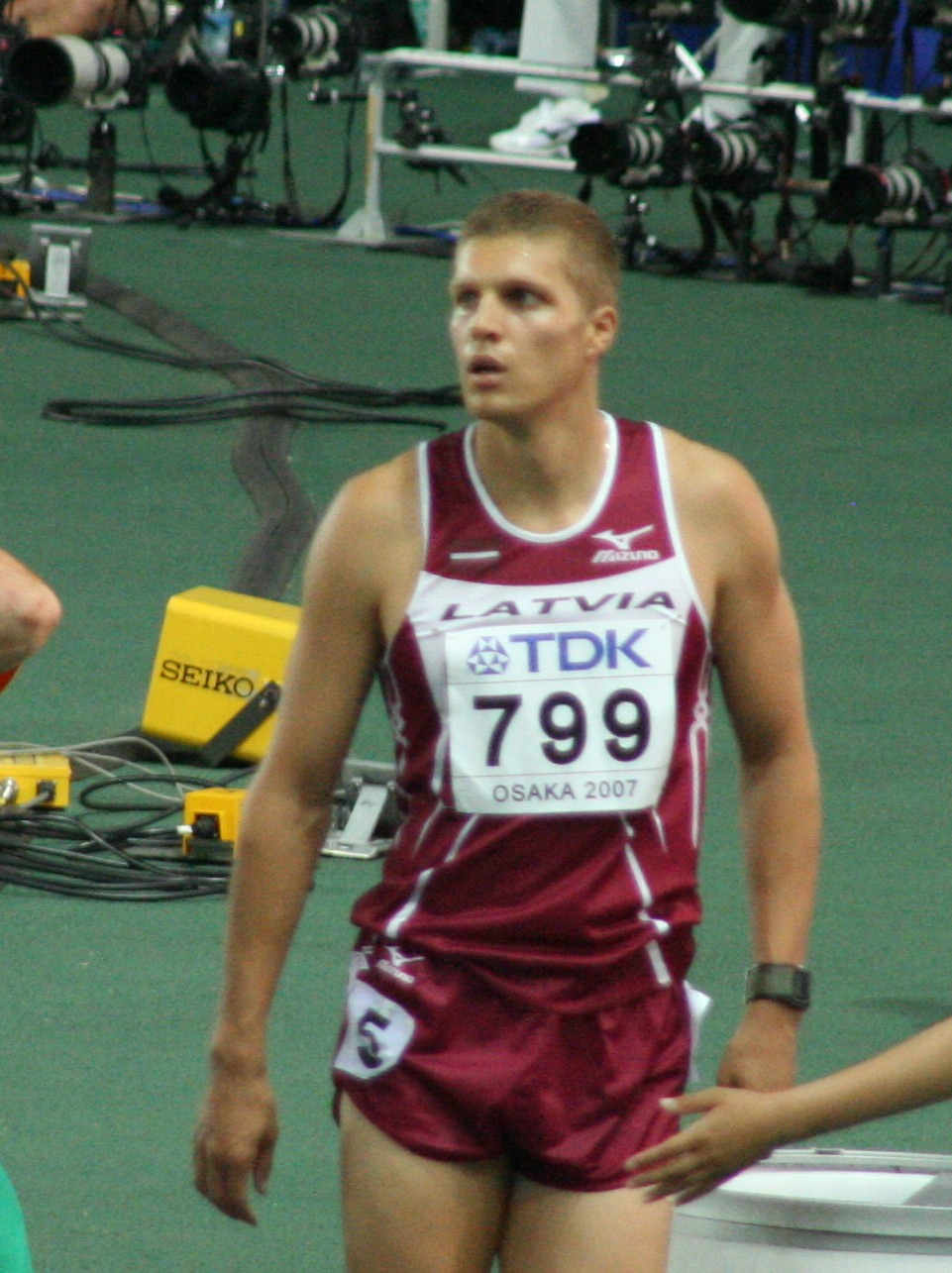
Staņislavs Olijars erreichte nicht das Ziel – 2002 wurde er dann Vizeeuropameister und 2006 Europameister

Wind: +1,9 m/s
| Platz | Name                | Nation         | Zeit (s) |
| ----- | ------------------- | -------------- | -------- |
| 1     | Colin Jackson       | Großbritannien | 13,02 CR |
| 2     | Florian Schwarthoff | Deutschland    | 13,19    |
| 3     | Jonathan N’Senga    | Belgien        | 13,25 NR |
| 4     | Mike Fenner         | Deutschland    | 13,29    |
| 5     | Dan Philibert       | Frankreich     | 13,43    |
| 6     | Vincent Clarico     | Frankreich     | 13,53    |
| 7     | Mauro Rossi         | Italien        | 13,62    |
| DNF   | Staņislavs Olijars  | Lettland       |          |

### Lauf 2

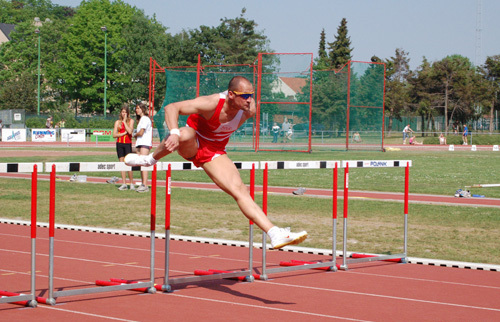
Als Fünfter in seinem Halbfinalrennen verpasste Sven Pieters das Finale

Wind: −2,0 m/s
| Platz | Name               | Nation         | Zeit (s) |
| ----- | ------------------ | -------------- | -------- |
| 1     | Falk Balzer        | Deutschland    | 13,24    |
| 2     | Robin Korving      | Niederlande    | 13,31    |
| 3     | Tony Jarrett       | Großbritannien | 13,31    |
| 4     | Artur Kohutek      | Polen          | 13,47    |
| 5     | Sven Pieters       | Belgien        | 13,69    |
| 6     | Guntis Peders      | Lettland       | 13,78    |
| 7     | Andy Tulloch       | Großbritannien | 13,79    |
| 8     | Sébastien Thibault | Frankreich     | 13,86    |

## Finale

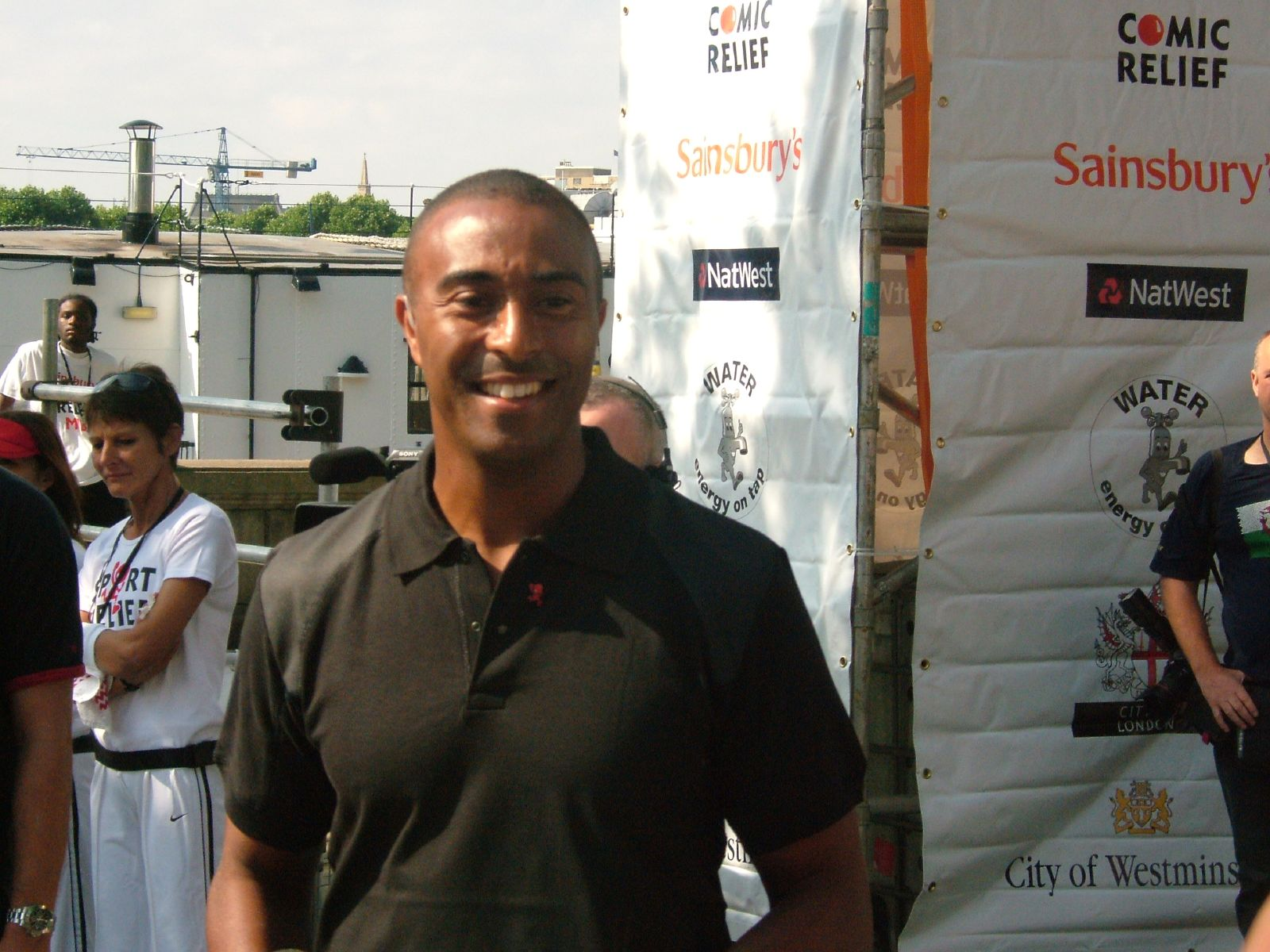
Dritter EM-Titel in Folge für Colin Jackson, der darüber hinaus viele weitere Erfolge errang
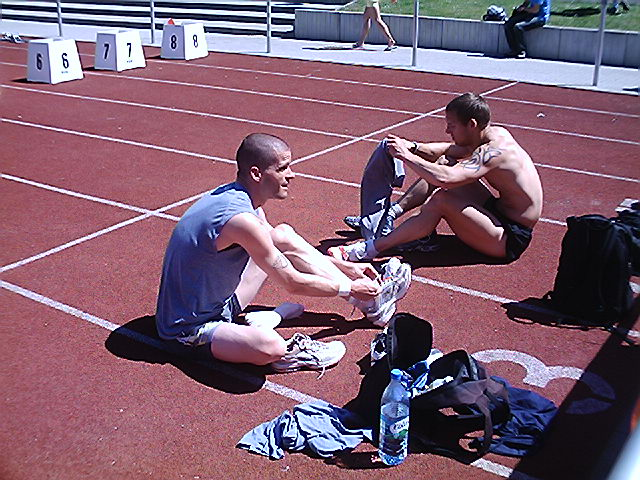
Vizeeuropameister Falk Balzer (links)
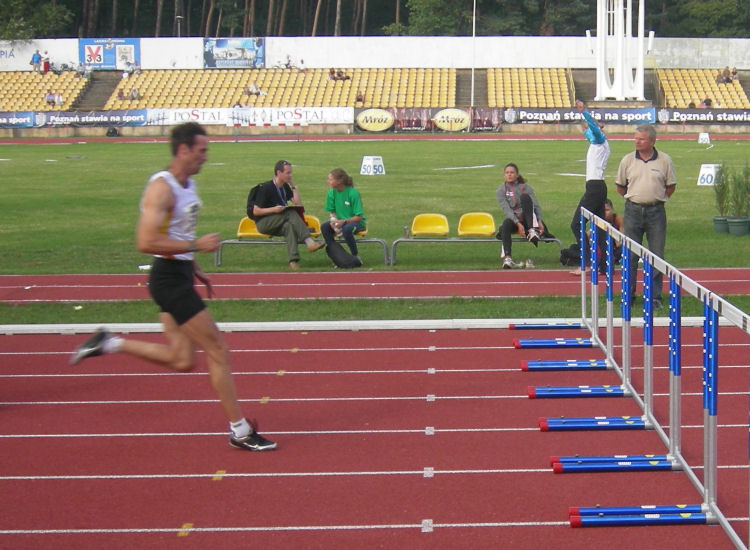
Artur Kohutek kam auf den fünften Platz

22. August 1998
Wind: +1,5 m/s
| Platz | Name                | Nation         | Zeit (s)  |
| ----- | ------------------- | -------------- | --------- |
| 1     | Colin Jackson       | Großbritannien | 13,02 CRe |
| 2     | Falk Balzer         | Deutschland    | 13,12     |
| 3     | Robin Korving       | Niederlande    | 13,20     |
| 4     | Florian Schwarthoff | Deutschland    | 13,23     |
| 5     | Artur Kohutek       | Polen          | 13,29     |
| 6     | Tony Jarrett        | Großbritannien | 13,32     |
| 7     | Mike Fenner         | Deutschland    | 13,38     |
| 8     | Jonathan N’Senga    | Belgien        | 13,54     |

## Videolinks
- 110m Hurdles Final 1998 European Championship, youtube.com, abgerufen am 6. Januar 2023
- Men's 110m Hurdles Final European Champs Budapest 1998, youtube.com, abgerufen am 6. Januar 2023